# Protocryptis
Protocryptis is een geslacht van vlinders van de familie kokermotten (Coleophoridae).

## Soorten
- P. obducta Meyrick, 1931